# 피콜로미니궁

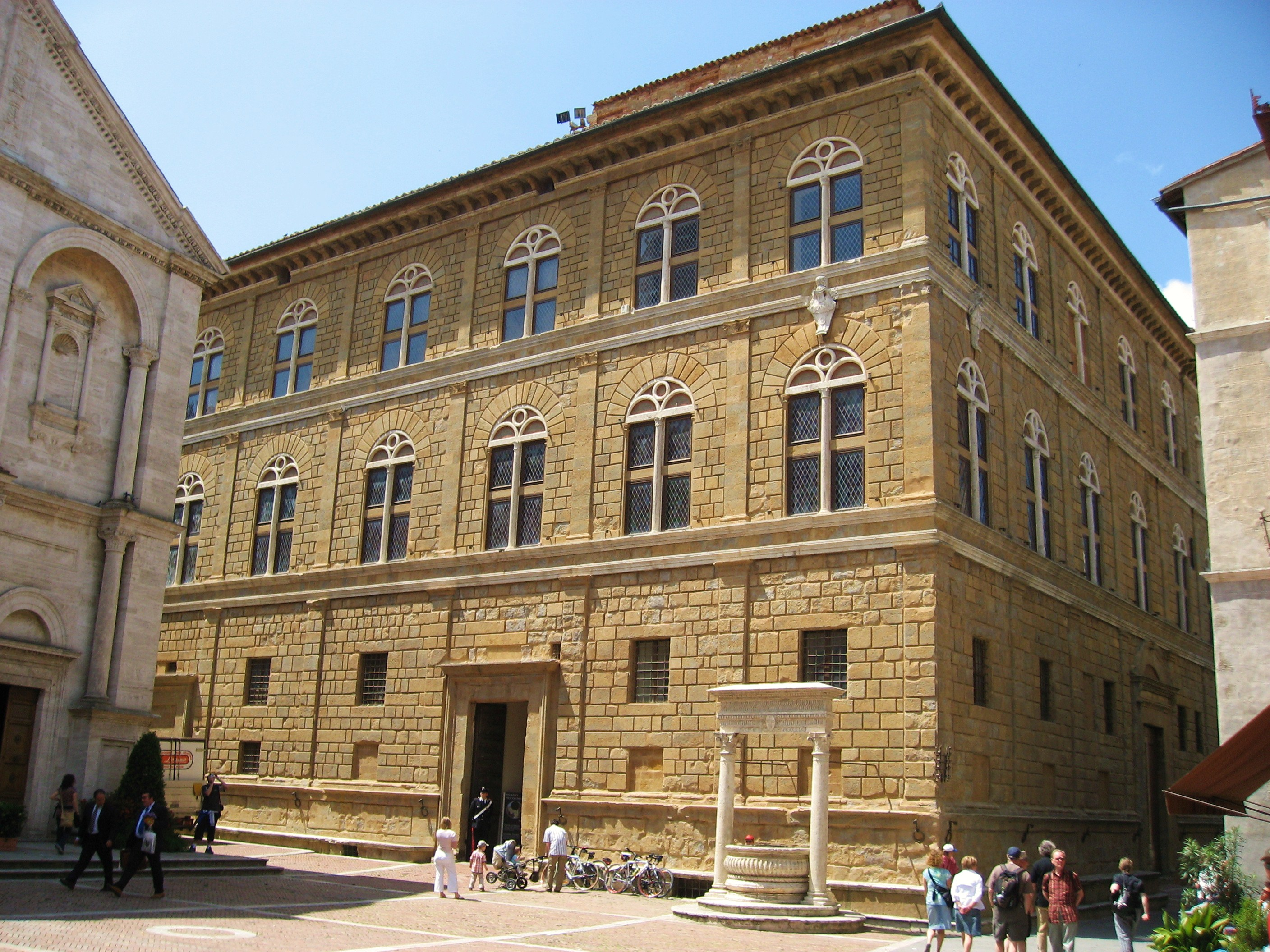
피콜로미니 궁전

피콜리미니 궁전(Palazzo Piccolomini)은 이탈리아 피엔차에 있는 궁전이다. 벽기둥과 돌림띠층과 이어져 있는 3층 구조로, 이중으로 밝힌 십자형 창문이 각 후미에 자리해 있다. 이런 구조는 알베르티가 지은 피렌체 소재의 루첼라이 궁전과 그 이후 시기의 다른 궁전과 유사하다. 눈여겨볼 부분은 궁전 내부이다. 동쪽 궁전 뒷편은 전 3층에 있는 로자가 구역을 구분짓는데, 저택에 둘러싸인 자르디노 알리탈리아나 시대에 변형된 이탈리아 르네상스 정원과, 발도르차의 먼 풍경과 교황 피오 10세에게 사랑받았던 그 너머의 아미아타 산이 있는 멋진 전망을 볼 수 있다. 이 정원 아래에는 100필의 말을 들여놓던 아치형 지붕의 마구간이 있다.